# Oelheim
Oelheim ist ein Ortsteil in der Gemeinde Edemissen im Landkreis Peine in Niedersachsen.

## Geographie
Der Ortsteil Oelheim liegt nördlich der Kreisstadt Peine zwischen den beiden Oberzentren Hannover und Braunschweig am Rande der Südheide.

## Geschichte
Das Gebiet gehörte seit 1532 zur Gografschaft Edemissen im Amt Meinersen und wurde 1885 in den Landkreis Peine eingegliedert. Erst im Jahre 1881 erhielt der Wohnplatz seinen Namen „Ölheim“.
| Jahr | Einwohner |
| ---- | --------- |
| 1885 | 69        |
| 1895 | 36        |
| 1905 | 50        |

Entscheidend für die Entstehung der Ortschaft wurde die Erdöllagerstätte, die sich auf verschiedene Schichten und Stufen der Erdformation verteilt und als „sekundäre Lagerstätte“ gilt. Bereits im 16. Jahrhundert wurden Teerkuhlen genannt, die von den Bewohnern der Umgebung in gewisser Weise schon „ausgebeutet“ wurden. Im 18. Jahrhundert berichtete der damalige Pfarrer Johann Heinrich Pape aus Edemissen, auch von den „Theerkuhlen“ und dem „Oischer Fett“ (Oedesser Fett), wie es die Edemissener Bevölkerung nannte. Der kurbraunschweig-lüneburgische Generalfeldmarschall Cuno Josua von Bülow (* 1658 auf Gut Abbensen; † 1733), ließ sich 1704, während des Spanischen Erbfolgekrieges, dieses Fett nach Brabant schicken und eine „Arzney“ daraus verfertigen, die seinen Männern gegen eine „wütende Seuche und erfrorene Glieder“ verabreicht wurde. Aber auch in Edemissen und Umgebung schätzte man die heilsame Wirkung des „Oischer Fettes“ für Mensch und Tier.
Im Jahr 1928 wurde ein Teil der Ortschaft zu Oedesse und ein anderer Teil zu Edemissen eingegliedert. 1965 erfolgte der Zusammenschluss der selbständigen Gemeinden Edemissen, Alvesse, Blumenhagen, Mödesse, Voigtholz-Ahlemissen zur Samtgemeinde Edemissen, der 1971 auch Oedesse angeschlossen wurde. Im Zuge der Gebietsreform in Niedersachsen kam es 1974 zur Bildung der Einheitsgemeinde Edemissen aus den Ortschaften der Samtgemeinde Edemissen und weiteren acht selbständigen Gemeinden.

### Der Ölrausch

„Die Petroleumquellen in Oelheim“ (Hannover. Originalzeichnung von C. Grote);
handkolorierter Holzstich, Illustrirte Zeitung, 1881

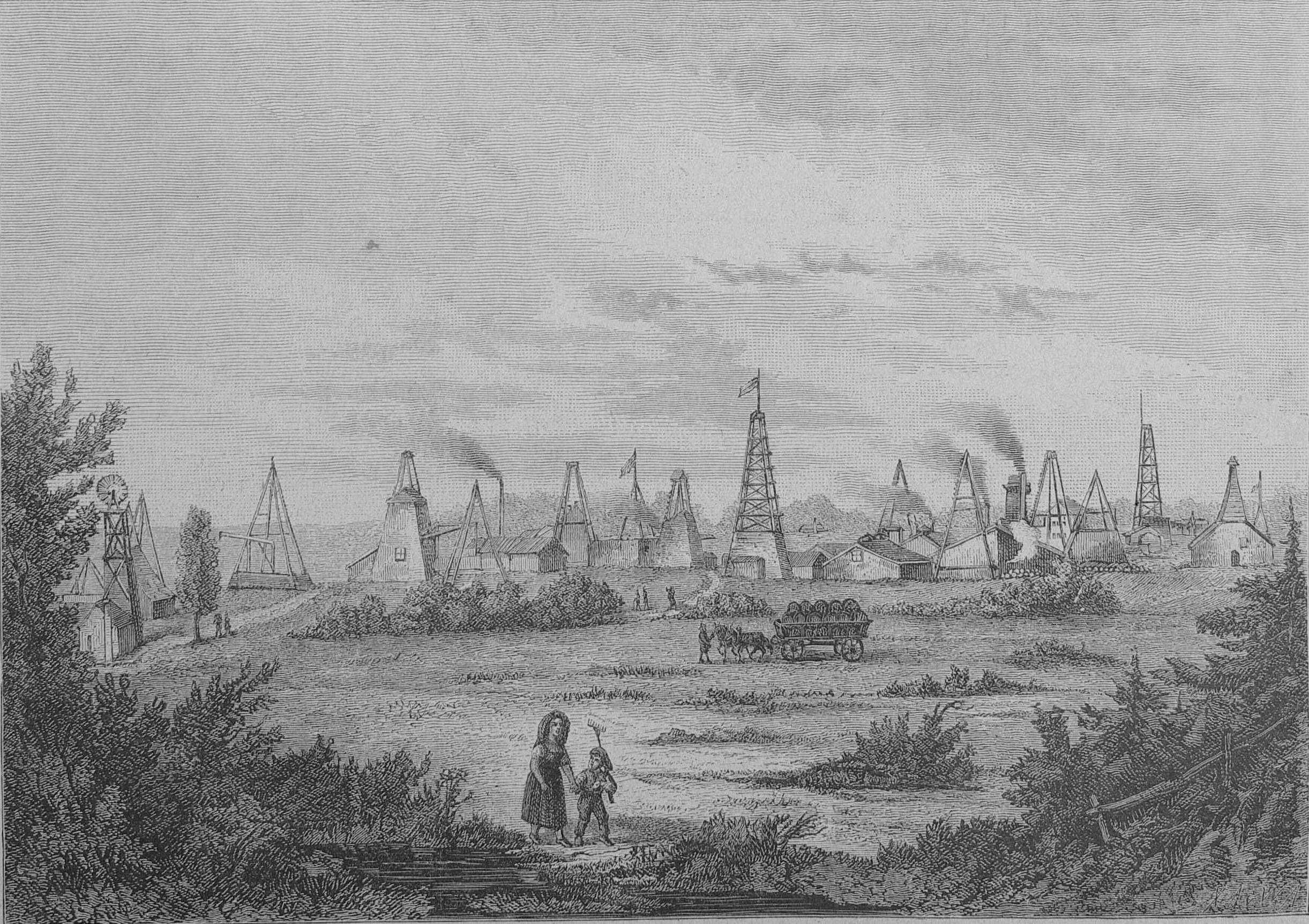
Petroleum-Bohrwerke in Oelheim. Nach einer Skizze von Alfred Schütze, in: Die Gartenlaube, 1881

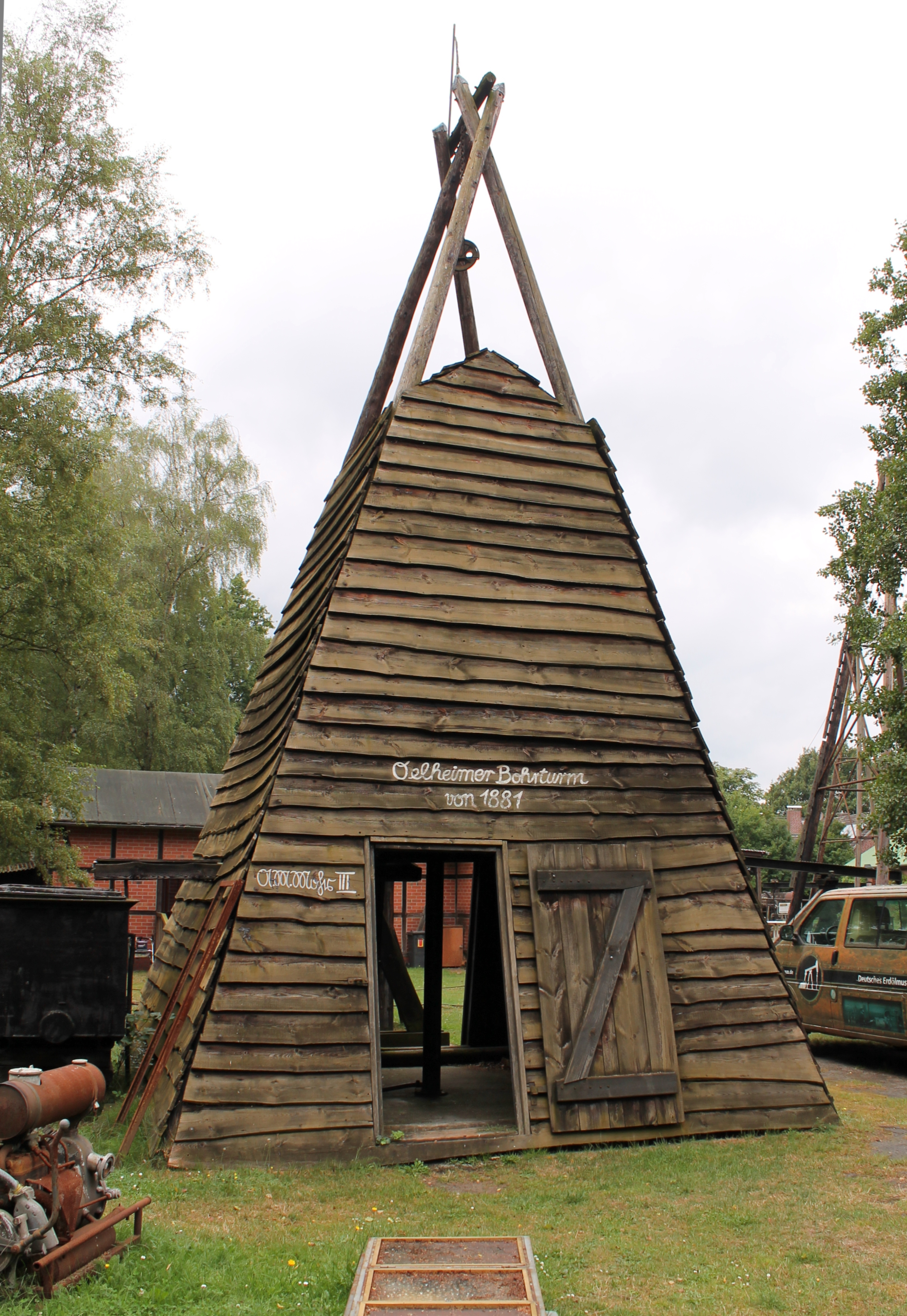
Bohrturm aus Oelheim, museal aufgestellt im Erdölmuseum Wietze

Hinweise auf ein Erdölvorkommen in der Umgebung von Edemissen vermuteten Fachleute im 19. Jahrhundert anhand von Berichten, in denen schon 1563/64 die sogenannten „Theerkuhlen“ erwähnt wurden. Die erste Erdölbohrung in Edemissen-Oedesse im Jahre 1862, war zugleich die dritte Bohrung im Auftrag der Königlichen Hannoverschen Regierung und wurde durch Georg Christian Konrad Hunäus durchgeführt. Sie erreichte eine Tiefe von 15 Meter und brachte nur eine geringe Ausbeute von wenigen Eimer Erdöl. Die abgedeckte Bohrung bestand bis in jüngster Zeit.
Ein in Oedesse im Jahre 1867 am Schwarzwasser abgeteufter 10 Meter tiefer Schacht explodierte beim Kontakt mit offenem Licht und wurde dadurch zerstört. Die Belgische Firma B. Allemand zahlte 1872 an die Gemeindekasse 300 Mark für Bohrberechtigungen in Edemissen. Im selben Jahr begann eine zweite Belgische Bohrfirma („Virginia“), unter der Leitung von Professor Louis Harper (Pseudonym für Hübotter, Sohn des Peiner Bürgermeisters Ernst Friedrich Hübotter) mit Bohrungen. Durch Zusammenschluss dreier Bremer Geschäftsleute, E. Meyer, Dr. Wilkens und G. Kleissen, wurde 1876 das erste Bremer Petroleum-Bohrwerk gegründet. Ein Unfall auf einer Edemisser Bohrstelle des Unternehmers Kleissen im Herbst 1877, bei der ein Oedesser Arbeiter seine Hand verlor, veranlassten den Amtshauptmann von Uslar-Gleichen, die Firmen zu Schadensersatz und Übernahme der Arzneimittelkosten zu verpflichten. Seit dieser Zeit waren die Arbeiter bei Betriebsunfällen finanziell absichert.
Im August 1878 erbaute der Betriebsinspektor Hermann Meyer aus Bremen ein erstes Wohnhaus in Barackenbauweise in Oelheim. Durch Meyers Schriftwechsel mit dem Amt Meinersen wurde die Namensgebung „Ölheim“ eingeleitet.
Mehrmals kam es auf den Anlagen des späteren „Ölheimer“ Gebietes zu Sabotagefällen, die durch die Bevölkerung unterstützt und gedeckt wurden. So ging im Frühjahr 1879 die Wohnbaracke von Betriebsinspektor Hermann Meyer in Flammen auf. Die Edemisser Feuerwehr und der Ortsvorsteher erhielten vom Amt Meinersen einen Tadel wegen unterlassener Hilfsleistung. Am 1. Januar 1881 erhielt Ölheim offiziell seinen Ortsnamen.
Als am 21. Juli 1881 die Bohrung „Mohr 3“ in Ölheim in 37,5 und 66 Meter eruptiv fündig wurde, brach ein „Ölrausch“ aus. Die vorhandenen Fässer konnten die Ölmenge nicht aufnehmen und die erste „Pipeline“ in Deutschland wurde vom Ölfeld „Ölheim“ bis zur Raffinerie in Peine fertiggestellt.
Es folgte ein Run auf Erdölaktien an der Börse. Die wissenschaftliche Zeitschrift Chemiker-Zeitung nannte den Ort: das deutsche „Neu Pensylvanien“. In Peine und Braunschweig erschien eine eigene Zeitung, die sich nur mit Ölheim befasste. In Sonderzügen trafen Touristen und ölinteressierte Spekulanten in Peine ein, um von dort mit Pferdegespannen nach Ölheim gefahren zu werden. Im Herbst wurde der Betrieb eines Straßendampfwagens von Peine nach Ölheim aufgenommen und ein hannoverscher Kaufmann plante den Bau einer Eisenbahnverbindung von Peine nach Ölheim. Der Probebetrieb mit dem Straßendampfwagen musste aufgrund der schlechten Wegeverhältnisse eingestellt werden. Die Zahl der ansässigen Firmen stieg auf 47 und die Belegschaft auf etwa 1500 Arbeiter. Ende des Jahres 1881 hatte Ölheim auch seine eigene Gendarmeriestation.

### Der Zusammenbruch
Im Frühjahr 1882 erließ das Amt Meinersen eine erste Tiefbohrverordnung. Das bei den Bohrungen ausgetretene Salzwasser durfte nicht mehr ins Schwarzwasser, einen Nebenfluss der Fuhse, geleitet werden und im März–Mai 1883 kam es zur gerichtlichen Stilllegung der Erdölbetriebe in Ölheim. Es kam zum Zusammenbruch vieler Firmen in Ölheim und in der Folge davon zum „Börsenkrach“. Viele Geldanleger und Spekulanten verloren in kurzer Zeit ihr Vermögen. Von den ehemals etwa 1500 Arbeitern blieben nur noch 20 Mann für Unterhaltungsarbeiten übrig. Im Herbst 1883 wurde auch die Gendarmeriestation aufgelöst.
Im Februar 1884 wurde die gerichtliche Stilllegung der Ölfirmen aufgehoben und die Raffinerie der Ölheimer Petroleum Industrie nahm kurz darauf den Betrieb wieder auf. Doch für viele beteiligte Unternehmen hatte der Stillstand zum Konkurs geführt. Von 47 Firmen waren nur noch sechs tätig.
Im August 1884 erhielt der Ort eine „Posthülfsstelle“. Die Ölheimer Niederlassung der United Continental Oil Companie, London (UCOC), ging 1885 in Liquidation. Im Januar 1887 schlossen sich in Ölheim tätige Unternehmen zu den „Vereinigten Deutschen Petroleum-Werken“ zusammen. Im Oktober 1887 wurde die „Hamburger Petroleum-Companie Liquide“ gegründet, daraus entstand die „Theodor Arnemann Civilingenieur Hamburg“ und die Bohrwerke „Schmieröl- und Petroleum-Brunnen Oedesse“. 1892 nahm die „Germania Petroleum-Bohrwerk AG Ölheim“ ihre Tätigkeit auf. Der Betrieb wurde unter der Führung des ehemaligen Vorstandsvorsitzenden Eduard Nordmann unter dem Namen „Erdölwerke Dr. E. Nordmann AG“ weitergeführt. 1893 ging die „Mechanische Werkstatt Ölheim“ in Liquidation. Im Jahre 1896 erhielten die Straßen Ölheims Gasbeleuchtung aus eigener Gasproduktion mit Auer-Laternen. Im Jahre 1904 begann der Tiefbohrtechniker und Unternehmer Anton Raky (1868–1943) seine Bohrtätigkeit in Ölheim.
Die Erdölwerke „Dr. E. Nordmann AG“ gründeten im Jahre 1905 eine Unterstützungskasse für in Not geratene Betriebsangehörige. 1911 erfolgte der Verkauf der „Erdölwerke Dr. E. Nordmann AG“ an die „Deutsche Mineralöl-Industrie-Gesellschaft“ in Wietze. Im Jahre 1916 wurde die zu Ölheim gehörende Petroleum-Raffinerie in Peine von der Firma „Saigge & Cie“ an die „Ölwerke Julius Schindler, Hamburg“ verkauft. 1917 wurden wegen des Förderrückgangs die „Vereinigten Deutsche Petroleum Werke“ (VDPW) und die „Deutsche Mineralöl Industrie AG“ (DMIAG) an die „Deutsche Petroleum AG“ (DPAG) in Wietze verkauft. Im März 1925 beteiligte sich die Preussische Bergwerks- und Hütten AG (Preussag) Bohrverwaltung Schönebeck an den Anton Raky Tiefbohrungen im Forst Berkhöpen. Nach ersten Misserfolgen im Jahre 1928 stieg die Preussag bei Anton Raky wieder aus und erwarb den Betrieb dann 1930 zusammen mit der Wintershall, als Raky in eine finanzielle Krise geriet.
1933 gründete die Preussag die „Gewerkschaft Florentine“ mit dem Ziel der Exploration von Erdöl in Berkhöpen und anderen Orten. Im Jahre 1936 verlegte die „Deutsche Erdöl Aktiengesellschaft, Wietze“ (DEA) eine Ölleitung von Ölheim entlang des Ölheimer Weges, Hermann-Löns-Straße, Bahndamm, bis zur Verladestation am damaligen Bahnhof Edemissen.
Die Verlängerung der Erdölverträge zwischen der Preussag, der Gemeinde Edemissen und den Grundbesitzern erfolgte im Jahre 1953. Im Frühjahr des Jahres 1956 wurden die letzten Erdölbohrungen der Preussag in Ölheim verfüllt. Damit endete die Geschichte eines Erdölvorkommens, das sich mit der Entstehung des Ortsnamens „Oelheim“ in die Geschichte eingeprägt hat.

### Waltersbad
Mit dem Ölrausch kamen viele Menschen in das Umland der Ortschaft Edemissen. Zunächst fanden sie noch Unterkunft in den Gasthöfen und Hotels der Kreisstadt Peine, die aber bald vollkommen überfüllt waren. Die „Deutsche Petroleum Bohrgesellschaft Bremen“, erbaute den ersten Beherbergungsbetrieb in Ölheim. Er bestand jedoch lediglich aus einer Baracke und wurde „Hotel Neu Pensylvanien“ genannt und später durch einen festen Steinbau ersetzt. Das zweite Hotel baute die „Ölheimer Petroleum Industrie Gesellschaft“ (August Sternberg) und verpachtete es an einen Hotelier. Das dritte Hotel in Ölheim baute der bereits in Ölheim als Bauunternehmer für rheinische Unternehmen tätige Gustav Walter aus Köln. In mehreren Bauabschnitten baute Walter auf eigene Rechnung ein Bürogebäude, Wohnhaus und Hotel. Als Verwalter seiner Liegenschaften in Ölheim setzte Gustav Walter seinen Bruder Emil ein, der ihn auf allen seinen Stationen begleitete und unterstützte.
Als im Mai 1883 die Ölheimer Bohrwerke durch Gerichtsbeschluss stillgelegt wurden, folgte auch ein rascher Rückgang der Besucherzahlen, der auch den Hotelier Walter hart traf. Als ab 1884 die Erdölförderung mit Auflagen wieder aufgenommen werden durfte, übernahm Emil Walter vom Bruder Gustav den gesamten Komplex und führte ihn in eigener Regie weiter. Mitte Juni 1885 kaufte er noch weitere Grundstücke von der „Ölheimer Petroleum Industrie Gesellschaft“ (OPIG) Adolf Mohr dazu, die Grundstücke von der „Rheinisch-Westphälischen Bohrgesellschaft“ übernommen hatte.
Auf einem Grundstück in der Nähe des Hotels befand sich eine offene, jedoch nicht fündige, 210 Meter tiefe Bohrung aus dem Jahr 1881. Während der Direktor der OPIG, Stellwage, eine Möglichkeit suchte, das bei den Bohrungen anfallende Salzwasser (Salzlauge) zu beseitigen, benötigte der Hotelier dringend weitere Hotelgäste. Es entstand die Idee, die Salzlauge wieder in die Erde zu leiten und als Badebetrieb zu nutzen. Diese auch heute noch gebräuchliche Technik musste erst gegen den Widerstand der Edemisser Gemeinde und der Landwirte aus Edemissen und Oedesse durchgesetzt werden. Bereits Ende 1885 war der Badebetrieb aufgenommen.
Da Emil Walter für seinen Badebetrieb auch überregional warb, musste er einen amtlichen Nachweis über die Wassergüte erbringen. Die Analyse fiel derart günstig aus, dass Walter die Quelle nach den Vornamen dreier Familienangehöriger „Marienquelle“ und die gesamte Einrichtung nach seinem Familiennamen „Waltersbad“ benannte. Obwohl Walter mit den damaligen Mitteln außerordentlich viel Werbung betrieb, blieben die Besucherzahlen hinter den Erwartungen zurück. So waren es vorwiegend Badegäste aus der nahen Umgebung und aus der Kreisstadt Peine, die das Bad besuchten.
Als das Waltersbad Ende Mai 1894 in Brand geriet, wurde Brandstiftung vermutet. Die Tat konnte jedoch nicht bewiesen werden. Der Schaden wurde zwar von Walters Feuerversicherung getragen; ein gleichartiger Wiederaufbau der Anlage wurde dennoch nicht durchgeführt.
Von 1894 bis 1896 übernahm Walter auch die Restauration und das „Hotel Neu Pensylvanien“. Da der Badebetrieb in den Folgejahren mehr schlecht als recht lief, gab Walter ihn ganz auf und beschränkte sich auf die Restauration. Ein weiteres Feuer im Jahre 1904 bedeutete das Ende für Waltersbad. Im Jahre 1906 verkaufte Emil Walter den Komplex und verstarb 1907.

## Religion
Der Ortsteil Oelheim gehört zum Kirchspiel der Martin-Luther-Kirchengemeinde Edemissen im Kirchenkreis Peine.

## Kultur und Sehenswürdigkeiten
- Haus der Naturfreunde Peine seit 1959 in Oelheim
- Oel- und Salzpfad (Informationen hierzu im Rathaus der Gemeinde Edemissen)

## Wirtschaft und Infrastruktur

### Bildung
Neben Kindergärten sind heute in Edemissen Grundschule (in drei Ortsteilen auch Verlässliche Grundschulen), Hauptschule und Realschule eingerichtet. Weiterführende Schulen wie Gymnasium und Berufsbildende Schule befinden sich in der Kreisstadt Peine.

### Verkehr
Es besteht eine Busverbindung des öffentlichen Nahverkehrs nach Edemissen und Peine. Anschlüsse an die Bundesautobahn 2 bilden die Anschlussstellen Peine, Watenbüttel-Braunschweig und Hämelerwald. Die nächstgelegenen Personenbahnhöfe befinden sich in Peine, Dedenhausen und Hämelerwald.